# Johann Edmund Hottenroth
Johann Edmund Hottenroth (* 13. Oktober 1855 in Dresden; † 31. Juli 1937 in Dresden-Wachwitz) war ein sächsischer Oberstleutnant, Schriftsteller und Archivar.

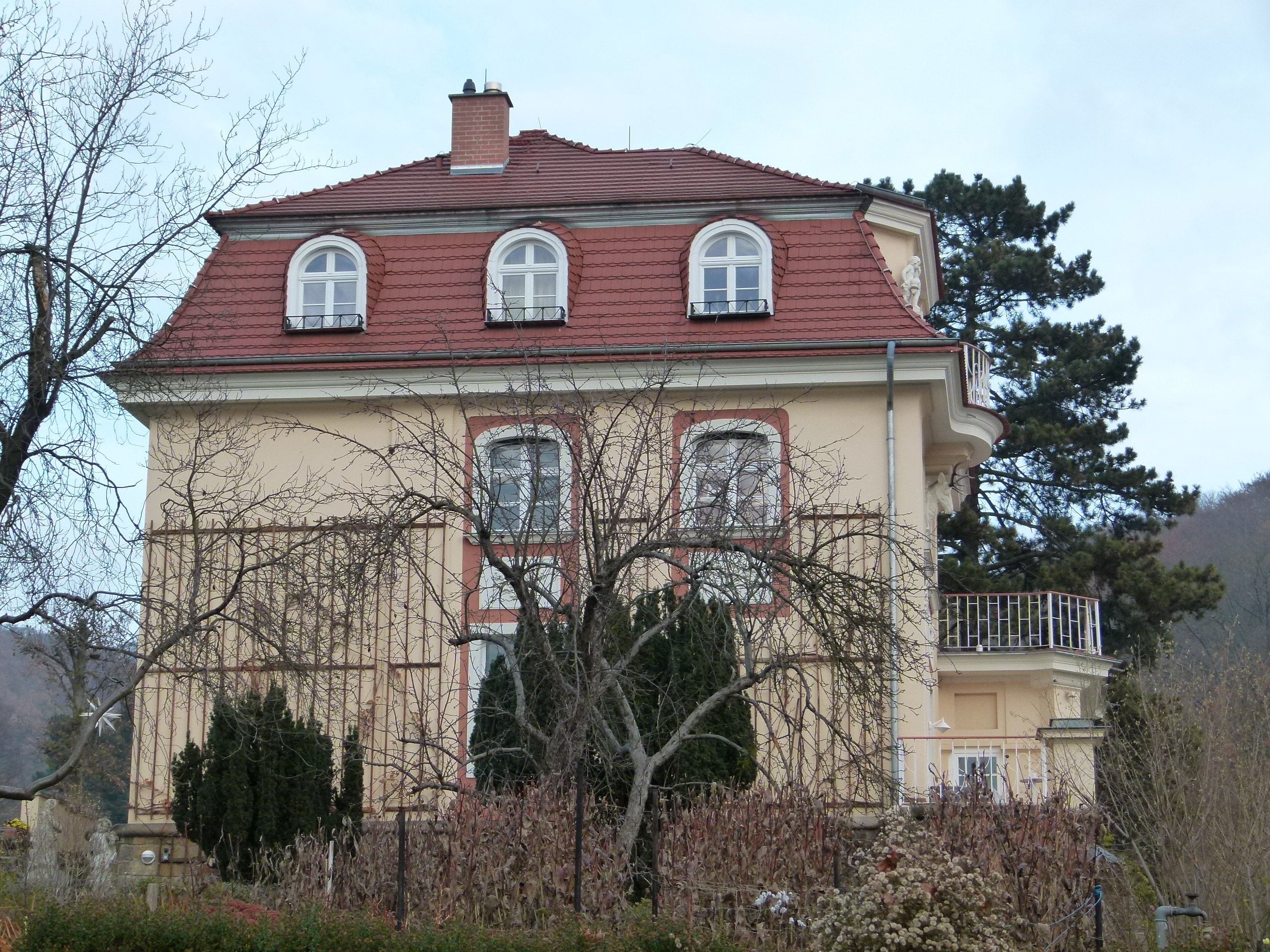
Villa Hottenroth in Dresden-Wachwitz

## Leben
Als Sohn des Malers Woldemar Hottenroth (1802–1894) und dessen Ehefrau Agnes Hottenroth, geb. Willert († 1892) schlug er eine militärische Laufbahn ein. Er trat im Herbst 1874 dem Dresdner Schützenregiment 108 bei und blieb dann bis 1890 im Schützenregiment 108 – Prinz Georg. Danach wechselte er als Hauptmann nach Zwickau und wurde 1893 Kompaniechef im Kadettencorps. 1895 ging er nach Chemnitz und 1900 nach Leipzig. Im Jahr 1904 schied er aus dem aktiven Militärdienst aus und war dann bis 1919 – befördert zum Oberst – Vorstand im Sächsischen Kriegsarchiv. Er erforschte die sächsische Heeresgeschichte und war Mitglied im Sächsischen und Dresdner Geschichtsverein.
Bis zu seinem Tode bewohnte er die Villa in Dresden-Wachwitz, Am Steinberg 13, die der Architekt Wilhelm Kreis (1873–1955) von 1902 bis 1904 errichtet hatte.

## Emily Cloete Hottenroth
J. E. Hottenroth war verheiratet mit Frau Emily Cloete Hottenroth, geb. Brown (* 13. Oktober 1859 in Dynapur (Indien); † 23. Januar 1944 in Dresden-Wachwitz). Sie war eine Kunstgewerblerin und war die Erfinderin einer Tüllstickerei, die nach ihrem Geburtsort „Dynapur-Stickerei“ genannt wurde. Sie beteiligte sich von 1906 bis 1916 an mehreren Kunstgewerbeausstellungen im In- und Ausland und wurde mit Ehrendiplomen und Medaillen ausgezeichnet.

## Werke (Auswahl)
- Woldemar Hottenroth – Das Leben eines Malers, Dresden, Aretz, 1927, 398 S.
- Jugenderinnerungen eines alten Wachwitzers, Dresden, Kommerstädt & Schobloch, 1925, 32 S., siehe Digitalisat
- Sachsen in großer Zeit: Gemeinverständliche sächsische Kriegsgeschichte und vaterländisches Gedenkwerk des Weltkrieges in Wort und Bild, Band 1 bis 3, Leipzig, Lippold, 1923, siehe Digitalisat